# Aalten
Aalten este o comună și o localitate în provincia Gelderland, Țările de Jos. 

## Localități componente
Aalten, Barlo, Bredevoort, Dale, Dinxperlo, Haart, Heurne, IJzerlo, 't Klooster, Lintelo.